# Danny O'Regan
Daniel "Danny" O'Regan, född 30 januari 1994 i Berlin, är en tyskfödd amerikansk professionell ishockeyforward som är kontrakterad till Detroit Red Wings i NHL och spelar för Grand Rapids Griffins i AHL.
Han har tidigare spelat för San Jose Sharks, Buffalo Sabres och Anaheim Ducks i NHL; San Jose Barracuda, Rochester Americans, Hartford Wolf Pack, Henderson Silver Knights och San Diego Gulls i AHL; Boston University Terriers i NCAA samt Team USA i USHL.

## Klubbkarriär

### San Jose Sharks
O'Regan draftades av San Jose Sharks i femte rundan i 2012 års draft som 138:e spelare totalt.

### Buffalo Sabres
På tradefönstrets sista dag 26 februari 2018 skickade Sharks O'Regan till Buffalo Sabres, tillsammans med ett villkorligt draftval i första rundan 2019 och ett draftval i fjärde rundan 2020, i utbyte mot Evander Kane. Det villkorliga draftvalet skulle bli till ett val i andra rundan om Kane inte skrev på ett nytt kontrakt med Sharks när han blev free agent 1 juli 2018.

## Statistik
| 2008–2009   | Roxbury Latin Foxes        |             | 21  | 8  | 8  | 16  | —  | —  | — | — | — | — |
| 2009–2010   | Roxbury Latin Foxes        |             | 21  | 23 | 21 | 44  | —  | —  | — | — | — | — |
| 2010–2011   | St. Sebastian's Arrows     |             | 27  | 25 | 25 | 50  | 10 | —  | — | — | — | — |
|             | Cape Cod Whalers           | MHSL        | 10  | 10 | 7  | 17  | 0  | 4  | 0 | 2 | 2 | 2 |
| 2011–2012   | St. Sebastian's Arrows     |             | 26  | 20 | 34 | 54  | —  | —  | — | — | — | — |
|             | Cape Cod Whalers           | MHSL        | 8   | 5  | 6  | 11  | 4  | —  | — | — | — | — |
|             | Team USA                   | USHL        | 7   | 3  | 2  | 5   | 0  | —  | — | — | — | — |
|             | U.S. National U18 Team     |             | 14  | 4  | 6  | 10  | 2  | —  | — | — | — | — |
| 2012–2013   | Boston University Terriers | NCAA        | 39  | 16 | 22 | 38  | 16 | —  | — | — | — | — |
| 2013–2014   | Boston University Terriers | NCAA        | 35  | 10 | 12 | 22  | 14 | —  | — | — | — | — |
| 2014–2015   | Boston University Terriers | NCAA        | 41  | 23 | 27 | 50  | 26 | —  | — | — | — | — |
| 2015–2016   | Boston University Terriers | NCAA        | 39  | 17 | 27 | 44  | 16 | —  | — | — | — | — |
| 2016–2017   | San Jose Sharks            | NHL         | 3   | 1  | 0  | 1   | 0  | —  | — | — | — | — |
|             | San Jose Barracuda         | AHL         | 63  | 23 | 35 | 58  | 10 | 15 | 4 | 3 | 7 | 6 |
| 2017–2018   | San Jose Sharks            | NHL         | 19  | 0  | 4  | 4   | 2  | —  | — | — | — | — |
|             | San Jose Barracuda         | AHL         | 31  | 7  | 18 | 25  | 12 | —  | — | — | — | — |
|             | Buffalo Sabres             | NHL         | 2   | 0  | 0  | 0   | 0  | —  | — | — | — | — |
|             | Rochester Americans        | AHL         | 18  | 6  | 9  | 15  | 4  | 3  | 1 | 1 | 2 | 0 |
| 2018–2019   | Buffalo Sabres             | NHL         | 1   | 0  | 0  | 0   | 0  | —  | — | — | — | — |
|             | Rochester Americans        | AHL         | 70  | 20 | 28 | 48  | 42 | 3  | 0 | 0 | 0 | 2 |
| 2019–2020   | Hartford Wolf Pack         | AHL         | 62  | 11 | 27 | 38  | 24 | —  | — | — | — | — |
| 2020–2021   | Henderson Silver Knights   | AHL         | 37  | 16 | 21 | 37  | 4  | 5  | 3 | 3 | 6 | 2 |
| 2021–2022   | Anaheim Ducks              | NHL         | 5   | 0  | 1  | 1   | 0  | —  | — | — | — | — |
|             | San Diego Gulls            | AHL         | 53  | 13 | 21 | 34  | 20 | 2  | 0 | 1 | 1 | 2 |
| 2022–2023   | San Diego Gulls            | AHL         | 27  | 3  | 15 | 18  | 8  | —  | — | — | — | — |
|             | Grand Rapids Griffins      | AHL         | 39  | 14 | 17 | 31  | 8  | —  | — | — | — | — |
| NHL totalt  | NHL totalt                 | NHL totalt  | 24  | 1  | 4  | 5   | 2  | —  | — | — | — | — |
| AHL totalt  | AHL totalt                 | AHL totalt  | 110 | 35 | 60 | 95  | 24 | 15 | 4 | 3 | 7 | 6 |
| NCAA totalt | NCAA totalt                | NCAA totalt | 154 | 66 | 88 | 154 | 72 | —  | — | — | — | — |

### Internationellt
| Källa: Uppdaterad: 2023-05-13 | Källa: Uppdaterad: 2023-05-13 | Källa: Uppdaterad: 2023-05-13 |         | Utv = Utvisningsminuter | Utv = Utvisningsminuter | Utv = Utvisningsminuter | Utv = Utvisningsminuter | Utv = Utvisningsminuter |
| År                            | Lag                           | Mästerskap                    | Matcher | Mål                     | Assists                 | Poäng                   | Utv                     |                         |
| ----------------------------- | ----------------------------- | ----------------------------- | ------- | ----------------------- | ----------------------- | ----------------------- | ----------------------- | ----------------------- |
| 2011                          | USA                           | Ivan Hlinka                   | 4       | 2                       | 3                       | 5                       | 2                       |                         |
| 2012                          | USA                           | U18-VM                        | 6       | 1                       | 3                       | 4                       | 0                       |                         |
| 2014                          | USA                           | JVM                           | 4       | 1                       | 0                       | 1                       | 4                       |                         |
| Junior totalt                 | Junior totalt                 | Junior totalt                 | 14      | 4                       | 6                       | 10                      | 6                       |                         |

## Privatliv
Danny O'Regan är son till Tom O'Regan.